# 積水ハウス
積水ハウス株式会社（せきすいハウス、英: Sekisui House, Ltd.）は、大阪府大阪市北区に本社を置く日本の大手住宅メーカーである。
1960年8月、積水化学工業ハウス事業部が、積水ハウス産業株式会社として独立（資本金1億円）。1963年には現在の積水ハウス株式会社に商号変更した。日経平均株価およびTOPIX Large70、JPX日経インデックス400の構成銘柄の一つ。

## 概要
2023年度の総販売戸数は3万5419戸（内訳：戸建住宅9172戸、アパート2万3676戸、マンション1311戸）、売上高は3兆1072億円とどちらも大和ハウス工業に次ぐ第2位であった。
社団法人プレハブ建築協会に加盟しており、三水会や水曜会（社長会。三水会の後身）、みどり会の会員企業（三和グループ所属）でもある。また同時に、大輪会の会員企業である。
同社のコーポレートメッセージは「SLOW&SMART ゆっくり生きてゆく、住まいの先進技術」（2021年10月現在。ただし、テレビ朝日の提供読みは「SLOW&SMART、積水ハウス」と読む）。また広告では「家に帰れば、積水ハウス。」も使用されている。
2001年より「5本の樹」計画として自生種・在来種の植栽を進めており、2013年4月現在累計植栽本数が900万本を突破した。積水ハウスのエクステリア事業の売上高は587億円（2013年1月期）であり、国内最大の造園会社である。
2008年に国際事業部を設置し海外事業へ参入した。2009年のオーストラリアでの住宅事業参入を皮切りに、「シンコ・ランチ」プロジェクトにて米国への居住用不動産事業への参入も果たしている。また2012年には中国･瀋陽に鉄骨住宅生産工場が完成・操業開始した。日本の本格的な工業化住宅生産工場が中国に進出したのはこれが初めてである。
2008年6月24日に環境省がエコファースト企業として認定。販売する全ての新築戸建住宅からの生活時の二酸化炭素排出量を1990年比で6%削減すること、次世代省エネ基準以前に施工した約50万戸の住宅の省エネリフォームを推進すること、太陽光発電や燃料電池の導入による二酸化炭素オフ住宅を推進することなどが約束された。
2013年4月26日にグランフロント大阪「ナレッジキャピタル」内に、SUMUFUMU LABをオープン。同時にダイアログ・イン・ザ・ダークとの共創プログラム｢対話のある家｣を設置。
2014年6月16日に本社のある梅田スカイビルを中心とする新梅田シティが内閣総理大臣賞を受賞。この内閣総理大臣賞は公益財団法人都市緑化機構が主催する「緑の都市賞」の最上位である。
2016年3月11日、積水ハウスが1963年に建築した「山崎家及び臼井家別荘（セキスイハウスA型）」が、プレハブ住宅として初めて登録有形文化財に登録された。

## 主な商品
大手プラスチックメーカーである積水化学工業を母体とする積水ハウスは、1963年にプラスチックを材料に住宅を完成させた。脆い上にコストが莫大にかかるためオールプラスチックによる住宅は断念したものの、この経験が基になり、後に鉄骨とプラスチックを使用した新しいプレハブ住宅｢A型｣を完成させた。
販売体制についても、｢A型｣発売当初は母体であった積水化学工業が行っていた代理店販売方式を踏襲していたが、東京都千代田区末広町に日本初となる住宅展示場をオープンさせるなど直接販売方式へと移行した。
積水ハウスは鉄骨系プレハブ住宅と木質系プレハブ住宅の両方を販売している。これに対して、積水ハウスの分社後、改めて積水化学工業本体で立ち上げた住宅ブランドであるセキスイハイムは、同じプレハブ系でありながら、鉄骨ラーメン構造のボックス型ユニットを工場で生産し、建築現場で組み立てるという方式を採用している。
国土交通大臣認定の制振構造である、地震動エネルギー吸収システム「シーカス」（SHEQAS：Sekisui House Earth-Quake Absorbed System）を開発。これまでの一般的な耐震システムでは躯体自体に損壊は見られないものの、内装部への損傷が大きかったためできるだけ揺れを抑える構造が求められていた。ちなみに、同社独自の調査によれば、これまでの構造でも、阪神・淡路大震災ではブレースは数センチ伸びて揺れを吸収し、それ自体の損傷もほとんどみられなかったといっている（※自社独自調査による発表）。
また、自社住宅を集中的に製造販売てきる住宅分譲地の新規開発、および埋立地や都市中心部での新築ビル建設を中核とした都市開発なども行っている。同社の特徴として、大都市郊外にありながら急傾斜のために住宅開発が行われていなかった丘陵・山岳地域での分譲地開発（ニュータウン建設）を積極的に進め、その輸送手段として斜行エレベーター（コモアしおつ）やスカイレール（スカイレールタウンみどり坂）のような特色のある交通機関の導入を行う点が挙げられる。

### 鉄骨構法
- ISシリーズ
- Beシリーズ

### 木造構法（シャーウッド）
エスバイエル（現：ヤマダホームズ）の木質パネル一体構法に影響を受けている。エスバイエルが所有していた特許である壁体内換気システムなどの特許が切れた後に、これらの構法を採用した。
- Gravisシリーズ
- パーソナルオーダーメイドシリーズ

### 3,4階建て住宅
- ビエナ（鉄骨構法）
- マキシオ（木造構法）

### 分譲マンション
- グランドメゾン

### 賃貸住宅
- シャーメゾン

かつてはツーバイフォー工法も手掛けていたが、積水化学工業が展開するセキスイツーユーホーム（現・セキスイハイム）、三井ホームなどのライバルに苦戦し、1990年代（バブル崩壊以降）にツーバイフォー工法から撤退した。

## 主な分譲開発地

### 分譲住宅地

#### 東北
- 外旭川分譲地 - 秋田県秋田市
- コモンヒルズ御所野 - 秋田県秋田市

#### 関東
- 古河ニュータウンけやき平 - 茨城県古河市
- コモンステージひたち野パーク・イン・パーク - 茨城県牛久市ひたち野西
- コモンステージひたち野パルケ・デル・ソル - 茨城県牛久市
- コモンステージひたち野うしく - 茨城県牛久市
- つくば研究学園新都の街 - 茨城県つくば市
- つくば豊里の杜さくら公園前 - 茨城県つくば市
- みらい平 陽光台 - 茨城県つくばみらい市、TXみらい平駅最寄り、共同分譲
- コモンガーデン阿見本郷 - 茨城県稲敷郡阿見町
- コモンアベニュー毛野 - 栃木県足利市
- コモンステージ熊谷上之Ⅰ・Ⅱ - 埼玉県熊谷市
- コモンステージ熊谷大原 - 埼玉県熊谷市
- コモンステージかごはら玉井南Ⅰ・Ⅱ - 埼玉県熊谷市
- コモンステージかごはら新堀新田 - 埼玉県熊谷市
- コモンステージかごはら南 - 埼玉県熊谷市
- コモンガーデンときわブリックスアベニュー - 埼玉県深谷市
- コモンステージ鴻巣北新宿Ⅰ・Ⅱ - 埼玉県鴻巣市
- コモンステージ本庄見福 - 埼玉県本庄市
- コモンガーデン本庄早稲田の杜 - 埼玉県本庄市
- コモンステージ上里町七本木 - 埼玉県児玉郡上里町
- コモンシティひがしはる野（東大宮） - 埼玉県さいたま市見沼区
- コモンガーデン本郷の杜 - 埼玉県さいたま市北区
- コモンライフ岩槻南平野 - 埼玉県さいたま市岩槻区
- コモンステージ東鳩ケ谷ArtGardenさくら木の丘 - 埼玉県川口市
- コモンガーデン草加 - 埼玉県草加市
- コモンステージ坂戸にっさい六花雲雀野 - 埼玉県坂戸市
- 霞ヶ丘団地 - 埼玉県ふじみ野市。旧団地地域内に大京の大型分譲マンションや積水ハウスなどによる戸建分譲住宅の建設プロジェクトが進められる。
- コモンステージ上福岡 - 埼玉県ふじみ野市
- 佐倉そめい野 - 千葉県佐倉市染井野
- かずさの杜ちはら台 - 千葉県市原市
- コモンステージおゆみ野 FIRST HILLS - 千葉県千葉市緑区おゆみ野
- コモンステージおゆみ野南 - 千葉県千葉市緑区おゆみ野南
- コモンスクエア南大沢 - 東京都八王子市
- グリーンタウン高尾 - 東京都八王子市
- コモンステージ武蔵府中 杜季（とき）の街 - 東京都府中市
- コモンヒルズみなみ野「イーストウィング」- 東京都八王子市
- 「シフォンの丘」（八王子みなみ野シティ） - 東京都八王子市
- コモンガーデン仲町台 - 神奈川県横浜市
- コモンヒルズセンター北「育みの丘」- 神奈川県横浜市都筑区
- クラスヒルはるひ野 - 神奈川県川崎市麻生区

#### 中部
- コモアしおつ - 山梨県上野原市。1987年に積水ハウスが四方津駅北側を造成。
- 矢田川ザ・シーン城北（超高層棟を持つ積水ハウスの集合住宅群）
- コモンヒルズ北山 - 岐阜市
- グリーンランド柄山 - 岐阜県各務原市那加柄山町
- 岐阜グリーンランド - 岐阜県岐阜市日野南、1989年
- コモンステージ甚目寺 - 愛知県あま市甚目寺

#### 近畿
- きらりタウン近江舞子 - 滋賀県大津市南小松
- グリーンピア佐野 - 滋賀県東近江市佐野町
- 高槻日吉台4番町宅地開発 - 大阪府高槻市
- 旧幣久良神社敷地 - 大阪府茨木市。積水ハウスによる宅地開発
- 藤井寺分譲地“藤井寺市春日丘”
- コモンシティ星田 - 大阪府交野市。大阪府住宅供給公社と積水ハウスにより、開発が進められた。
- コモンステージ田原台 - 大阪府四條畷市
- 狭山駅西側の住宅地「南海さやまハーモニータウン」（積水ハウスが分譲） - 大阪府大阪狭山市
- リフレ岬望海坂 - 大阪府岬町
- 神和台 - 神戸市垂水区名谷町の中山地区の一部が、積水ハウスによって造成されてできた住宅地。
- 和大学園前ふじと台 - 和歌山県和歌山市、学園城郭都市。

#### 中国
- サンディスク陽南台 - 島根県松江市国屋町
- スカイレールサービス - 広島県広島市安芸区。住宅地「スカイレールタウンみどり坂」の開発を、積水ハウスや青木あすなろ建設（当時は青木建設）らと行った。
- ヴェルコリーナ山口 - 山口県山口市小郡

#### 九州
- フランネル壱岐 - 福岡県福岡市西区。事業者は福岡県住宅供給公社。
- グランドメゾン - 福岡市中央区・早良区。シーサイドももち西部ガスミュージアム跡地。西部ガスライフサポートによる24階建ての老人ホームと
- コモンライフおさゆき、ビューシティ楡の木坂（にれのきさか） - いずれも北九州市小倉南区。現在のURによる徳力団地開発を契機として造成された住宅団地。コモンライフおさゆきは昭和期の積水ハウス単独事業だが、楡の木坂は平成期における他の事業者との共同事業。
- ヒルサイドアベニュー華里 - 北九州市八幡西区
- 折尾さつき台 - 北九州市八幡西区
- コモンライフ新宮浜 - 福岡県糟屋郡新宮町。基本計画者は宮脇檀建築研究室。
- コモンシティ住吉の杜 - 長崎県長崎市
- 野田町分譲住宅地 - 熊本市
- サンアベニュー泉ヶ丘 - 熊本県合志市
- コモンガーデンシティ桜路 - 合志市
- コモンヒルズ生目心町 - 宮崎県宮崎市

### 開発実績

#### 都市開発
- 六甲アイランドシティ - 神戸市沖の131haの人工島で「行きたい街・住みたい街」をテーマに職住接近、多世代居住、国際色豊かな都市を目指したまちづくり。
- 新梅田シティ - 梅田スカイビルを中心に、国際交流と地域コミュニティーの共生を目指した都市開発。2013年20周年を迎えた。
- シーサイドももち - 福岡市のウォーターフロントの埋め立て、砂浜と松林を再現するなど、緑豊かな住環境を実現したマンションや戸建住宅、商業施設の複合開発。
- 西宮マリナパークシティ - 西宮市の人工島・西宮浜でのマンションと戸建住宅のまちづくり。新西宮ヨットハーバーがある。
- 福岡アイランドシティ - 博多湾の人工島に官民協働で公園や道路などと調和のとれたまちづくり。マンションと戸建て住宅を供給。
- SAXAの杜 - 隣接する公園との一体感を演出した、商業施設、戸建て住宅、集合住宅の複合開発事業。

#### ビル
- 赤坂ガーデンシティ - 東京都心の再開発事業として「経年美化」の発想を取り入れたオフィスビル。
- 東京ミッドタウン - 旧防衛庁跡地に緑を積極的に取り入れ、美術館やホールなどもそなえた6社のJVによる大規模再開発事業。
- 台場ガーデンシティビル - 臨海副都心のオフィスビル。
- 本町ガーデンシティ - 「都市再生特別地区」の適用を受け、景観に配慮した約130mの高層ビル。高層階はセントレジスホテル大阪。
- 本町南ガーデンシティ - 旧鴻池組本社ビルの跡地を再開発
- ガーデンシティ品川御殿山 - ソニー本社跡地の再開発事業。環境配慮型オフィスビルと賃貸マンションを建築。
- グランフロント大阪 - 大阪最後の一等地といわれる「うめきた」での12社によるJV。オフィス、商業施設、ホテル・サービスアパートメント、分譲住宅、ナレッジキャピタルで構成。
- ガーデンシティ小倉 - 小倉駅小倉城口東側の市街地再開発事業に参加組合員として参入。上層階の住宅部分を「グランドメゾンガーデンシティ小倉」として分譲。

#### ホテル
- セントレジスホテル大阪 - 事業主体として建築・所有する複合ビル内にあるホテル。
- ザ・リッツ・カールトン京都 - ホテルフジタ京都跡地の土地建物を所得。
- W大阪 - 御堂筋沿いの積水ハウスが開発したビル内にて、2021年3月16日に開業した。

#### 海外事業
- シンコ・ランチプロジェクト - アメリカのテキサス州で展開。
- ワン・ラウドウンプロジェクト - アメリカのバージニア州で展開。
- セントラルパークプロジェクト - オーストラリアのシドニーで展開。
- ボートハウス・レジデンス - シンガポールで展開。
- プンゴル・ウォータータウン - シンガポールで展開。
- ヒルスタ - シンガポールで展開。
- 裕沁 - 中国で展開。

## 沿革
- 1960年
  - 3月 - 積水化学工業株式会社にハウス事業部を設置
  - 4月 - セキスイハウスA型発売
  - 4月 - 東京都千代田区外神田（通称：秋葉原）の末広町駅近くに初のモデルハウス開設
  - 8月 - 積水化学工業株式会社ハウス事業部を母体とし、積水ハウス産業株式会社を資本金1億円にて設立 取締役社長に上野次郎男就任
  - 12月 - 建設業者登録（建設大臣登録（ト）第5286号）
- 1961年
  - 宅地建物取引業者登録（大阪府知事登録（1）第6714号）
  - セキスイハウスB型発売
  - メータモジュール採用
  - アルミサッシ採用
- 1962年
  - 7月 - セキスイハウスキャビンC発売
  - 12月 - セキスイハウス2B型発売
- 1963年
  - 6月 - 取締役社長に田鍋 健就任
  - 10月 - 積水ハウス株式会社に商号変更
  - 日本初の総合住宅展示場（名古屋市、期間限定）に出展
- 1965年
  - 7月 - セキスイハウスE型発売
  - 8月 - セキスイハウスF型発売
- 1968年
  - 4月 - 宅地建物取引業者免許（建設大臣免許（1）第403号）
  - 9月 - セキスイハウスG型発売
- 1969年
  - 1月 - セキスイハウスH型発売
  - 1月 - セキスイハウスHA型発売
  - 3月 - 宅地建物取引業者免許（建設大臣免許（1）第540号）
- 1970年
  - 8月 - 東京・大阪両証券取引所市場第2部に株式を上場
  - 8月 - 茨城県猿島郡総和町（現・古河市）に関東工場を設置
- 1971年
  - 3月 - セキスイハウスK型発売
  - 6月 - 株式を東京・大阪両証券取引所市場第1部へ指定替え
  - 8月 - 株式のADR発行（S-12様式）が米国証券取引委員会（SEC）に登録
- 1975年
  - 東京・大阪・名古屋各証券取引所市場第1部信用銘柄に指定
  - 本社を大阪市北区中之島6丁目2番27号の中之島センタービルに移転
- 1976年
  - 11月 - セキスイハウスBW・BKW型発売
- 1977年
  - Pro-Renta Haus-u. Wohnungsvermietung,s G.m.b.H.設立
  - 3月 - 株式をGBC（包括無記名証券）の形で西ドイツ・フランクフルト証券取引所へ上場
  - 11月 - セキスイハウスW型発売
- 1978年
  - 1月 - セキスイハウスBK-V発売
- 1979年
  - 9月 - セキスイハウスBO型発売
- 1980年
  - 10月 - 静岡県小笠郡大東町（現・掛川市）に静岡工場を設置
- 1981年
  - 8月 - EDR（欧州預託証券）形式により、ルクセンブルク証券取引所に上場
  - 10月 - セキスイハウスBK-530型発売
- 1982年
  - 4月 - セキスイハウスBK-430型発売
- 1983年
  - 4月 - セキスイハウスB-530型発売
  - 4月 - セキスイハウスBKW-450型発売
- 1984年
  - オリジナル外壁材「ダインコンクリート」開発
  - コンクリート住宅「ISフラット」発売
  - 鉄骨戸建住宅「クレフォート」発売
- 1987年
  - 大連桃源山荘（外国人居住区）建設契約調印（中国・大連市）
  - 米国ワシントン州に子会社Sekisui House America, Inc.設立
  - 木材加工会社West Coast Forest Products, Inc.（米国ワシントン州）を買収
- 1989年
  - 3月 - ロゴマークを現在のものに変更。
  - トーヨド建設株式会社が積水ハウス木造株式会社に商号変更
- 1993年
  - 大阪市北区に梅田スカイビル竣工、同時に本社を同ビルへ移転
- 1995年
  - 阪神・淡路大震災 復興支援仮設住宅を建設
  - 積水ハウス木造（株）を吸収合併
  - 木造住宅事業（シャーウッド住宅事業）開始
- 2000年
  - 低層賃貸住宅を「シャーメゾン」としてブランド名統一
- 2001年
  - 累積建築戸数150万戸達成
- 2002年
  - 滋賀工場に「住まいの夢工場」オープン
  - 住宅におけるユニバーサルデザインの本格展開を宣言
- 2003年
  - 滋賀県浅井町（現・長浜市）に浅井工場を設置
- 2004年
  - 東北工場に「東北 住まいの夢工場」を設置
- 2005年
  - 積和不動産6社を100%完全子会社化
  - リフォーム事業を会社分割し、100%子会社の積水ハウスリフォーム株式会社に承継
- 2006年
  - 東京支社を赤坂ガーデンシティに移転
- 2007年
  - 千葉大学との共同研究「ケミレスタウン・プロジェクト」[18]に参画
- 2008年
  - 代表取締役会長兼CEOに和田 勇就任
  - 代表取締役社長兼COOに阿部 俊則就任
- 2009年
  - オーストラリア連邦における住宅事業を発表
- 2010年
  - 積水ハウスグループ 2010年度中期経営計画発表
  - 累積建築戸数200万戸達成
  - 地球温暖化防止のための国民運動「チャレンジ25キャンペーン」にスターティングメンバーとして参画
- 2011年
  - 太陽光発電システム搭載の戸建住宅 業界初の年間1万棟を突破
  - 「東北 関東大震災対策本部」を設置
  - 瀋陽、蘇州で大型都市開発プロジェクトを開始
- 2012年
  - 静岡工場で木造住宅「シャーウッド」向け陶版外壁「ベルバーン」の新製造ラインが稼働開始
  - 中国・初の生産拠点、瀋陽の鉄骨住宅生産工場完成
  - 経済産業省と東京証券取引所との共同で発表された｢なでしこ銘柄｣に選出
- 2014年
  - 100%子会社である積水ハウス投資顧問株式会社が資産の運用を行う、積水ハウス・リート投資法人が不動産投資信託証券市場へ上場[19]
- 2016年
  - 鴻池組の親会社である鳳ホールディングス株式会社を持分法適用関連会社とする。
  - ｢なでしこ銘柄｣に選出。2012年の選出から通算で4回（2013年は選出されず）、連続して3年選出された。
- 2017年
  - 6月 - 積水ハウス地面師詐欺事件発生。地面師に55億5千万円を騙し取られる。
- 2020年
  - 積和不動産6社の社名を「積水ハウス不動産」に変更。
- 2023年
  - 積和建設15社から9社に再編、積和建設札幌を除く残り8社の社名を「積水ハウス建設」グループに変更。
    - 積和建設東北→積水ハウス建設東北
    - 積和建設札幌→変更なし
    - 積和建設東京、積和建設神奈川→積水ハウス建設東京
    - 積和建設埼玉栃木、積和建設東関東→積水ハウス建設関東
    - 積和建設上信越、積和建設北陸→積水ハウス建設上信越
    - 積和建設中部、積和建設静岡→積水ハウス建設中部
    - 積和建設関西、積和建設近畿→積水ハウス建設関西
    - 積和建設中国、積和建設四国→積水ハウス建設中国四国
    - 積和建設九州→積水ハウス建設九州
- 2024年
  - 1月18日 - 北米市場での事業強化を目的に、アメリカの住宅会社M.D.C.ホールディングスを現地子会社を通じて買収すると発表[20][21]、4月19日に完了した[22]。

## 許認可登録
建設業許可
- 建築工事業 国土交通大臣許可（特-22）第5295号
- 土木工事業 国土交通大臣許可（特-22）第5295号
- 内装仕上工事業 国土交通大臣許可（特-22）第5295号
- 塗装工事業 国土交通大臣許可（特-22）第5295号
- 防水工事業 国土交通大臣許可（特-22）第5295号
- 電気工事業 国土交通大臣許可（特-25）第5295号
- 造園工事業 国土交通大臣許可（般-22）第5295号
- とび・土工工事業 国土交通大臣許可（般-22）第5295号
- タイル・れんが・ブロック工事業 国土交通大臣許可（般-22）第5295号

宅地建物取引業者
- 国土交通大臣免許（13）第540号

一級建築士事務所登録
- 大阪府知事登録（ヌ）第3208号 他

その他
- 型式適合認定
- 住宅型式性能認定
- 型式部材等製造者認証
- 型式住宅部分等製造者認証

## ロゴマーク

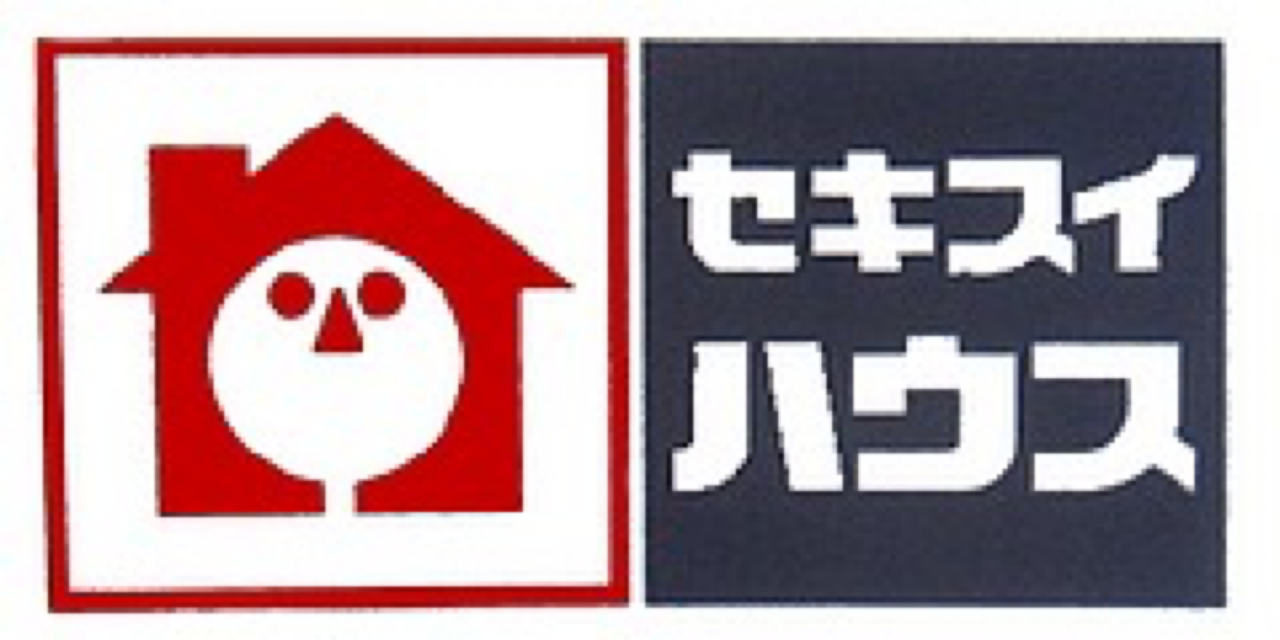
旧ロゴ
現在のロゴマーク

- かつては家を模したものに顔が書かれたシンボルマークが使われていた。
- 1989年3月より現在のロゴマークの使用を開始している（上記を参照）。現在のロゴマークは上條喬久作である。右の色と形は「家」「人」「生活」を左の色と形は「空」「希望」「真理」を象徴し、中央の左右をつなぐ右上がりの直線に限りない発展の願いを込めている[23]。

## 積水ハウスグループ
参照：
積水ハウスグループ（英: Sekisui House Group）は積水ハウス、連結子会社342社、持分法適用関連会社37社で構成され、請負型ビジネス（住宅の建築の請負など）やストック型ビジネス（「シャーメゾン」など）、開発型ビジネス（仲介・不動産、マンションなど）を国内外で展開している。太字：主要子会社

### 国内事業
積水ハウス建設ホールディングス株式会社 - 建設工事や土木工事、造園工事などを手掛ける連結子会社の経営管理
| - 積水ハウス建設東北株式会社 - 積水ハウス建設東京株式会社 - 積水ハウス建設中部株式会社 - 積水ハウス建設中国四国株式会社 |  | - 積水ハウス建設関東株式会社 - 積水ハウス建設上信越株式会社 - 積水ハウス建設関西株式会社 - 積水ハウス建設九州株式会社 |

積水ハウス ノイエ株式会社 - 戸建住宅の設計、施工の請負・販売など
積水ハウスリフォーム株式会社 - 戸建住宅や事業用不動産などの設計、施工の請負・販売など
株式会社鴻池組 - 中堅ゼネコン会社
| - 鳳工業株式会社 - 鳳エンジニアリング株式会社 - 鳳保健サービス株式会社 - 損害保険代理業 - 隠岐グリーンパワー合同会社 |  | - 鴻池ビルテクノ株式会社 - 株式会社ジオダイナミック - Thai Konoike Co., Ltd. |

積水ハウス不動産ホールディングス株式会社 - 不動産関連事業を手掛ける連結子会社の経営管理
| - 積水ハウス不動産株式会社 - 積水ハウスシャーメゾンPM東北株式会社 - 積水ハウスシャーメゾンPM東京株式会社 - シャーメゾンショップ東京株式会社 - 積水ハウスシャーメゾンPM中部株式会社 - 積水ハウスシャーメゾンPM関西株式会社 |  | - 積水ハウスシャーメゾンPM中国四国株式会社 - 積水ハウスシャーメゾンPM九州株式会社 - 積水ハウスシャーメゾンパートナーズ株式会社 - 積水ハウス信託株式会社 - 積水ハウスシャーメゾン少額短期保険株式会社 - 少額短期保険事業 |

### 国際事業
SEKISUI HOUSE US HOLDINGS, LLC - 北米事業の統括
| - NORTH AMERICA SEKISUI HOUSE, LLC - WOOD SIDE HOMES COMPANY, LLC - CHESMAR HOLDINGS, LLC |  | - SH RESIDENTAL HOLDINGS, LLC - HOLT GROUP HOLDINGS, LLC |

SEKISUI HOUSE AUSTRALIA HOLDINGS PTY LTD - 豪州事業の統括
積水置業（瀋陽）有限公司 - 中国事業

### その他
| - 積水ハウスフィナンシャルサービス株式会社 - 保険代理店事業 - 積水ハウス・アセットマネジメント株式会社 -「積水ハウス・リート投資法人」の資産運用会社 |  | - スカイレールサービス株式会社 - 交通事業（積水ハウス 60.0%） - 積水ハウス梅田オペレーション株式会社 - 梅田スカイビルを中核とした「新梅田シティ」全体の管理運営 |

#### 持分法適用関連会社
| - アルメタックス株式会社 - 住宅建材メーカー（積水ハウス 35.9%） - 日本住宅ローン株式会社 - 住宅金融支援機構の業務委託など（大和ハウス工業、住友林業他2社との共同出資） |  | - 株式会社岐阜造園 - 造園緑化工事（積水ハウス 20.4%） |

## テレビ番組
- 日経スペシャル ガイアの夜明け（テレビ東京）
  - 熱血! 営業マン伝説売る〝極意〟教えます（2004年9月21日）[25] - 住宅1000棟を売った伝説の営業マンを取材。
  - ようこそ 新エネルギー時代～“使うだけ”から“作る”生活へ（2009年6月16日）[26] - 太陽光発電住宅を取材。

## 広告活動

### CM
- 1970年代に放送（積水ハウス50年史によると、初放送は1970年 - 1971年放送の『赤き血のイレブン』）され、後にオムニバスCDにも収録された「積水ハウスの歌（作詞：羽柴秀彦、作曲：小林亜星）」を何度かアレンジしている。1996年秋ごろ - 2009年12月まではメロディーのみでサビの最後の部分を流している程度にとどまっていた（オルゴール風の音色で、当初は変ロ長調[注釈 1]だったが、2001年ごろにイ長調に変更された（キーが半音下がったような音程）。2010年 - 2011年3月ごろのみ、一部CMではやまがたすみこが歌唱したト長調のバージョンが放送されたことがある[注釈 2]）。そのため、「積水ハウスの歌」を同社のサウンドロゴと考えがちな意見が多い。また、2006年に『全日本大学駅伝』や『積水ハウスドラマスペシャル トリプル・キッチン』の放送内でグループ会社を紹介する60秒間のCMが流れたが、ここでは南佳孝が歌っていた。
- 2010年は、50周年を記念して村上ゆきの歌唱による歌詞を変更した「積水ハウスの歌～50周年バージョン」（作詞：一倉宏）が放送開始。現在は村上バージョンに加えて曽我部恵一（村上とのデュエットバージョンもあり）やアルケミストの歌唱によるバージョンも流されている。
- 特殊な例として、神奈川県伊勢原市のコミュニティFM放送局・イセハラエフエム放送（2000年開局・2006年3月31日廃局）では、1時間ヘッドくらいの頻度でフルコーラスが流れていたことがあった。
  - かつて放送されたCMの中には、商品独自のCMソングと「積水ハウスの歌」を組み合わせて使用していた（「メーターモジュール」のCMなど）。また、1996年10月 - 1997年9月には「実験編 - あなたが知らなくても」のテレビCMにおいてザ・サベージの「いつまでもいつまでも」[注釈 3]が、2003年10月 - 2004年7月には、「コンサルティングハウジング」のテレビCMにおいて、吉田奈邦子歌唱のオリジナルCMソング「こそあどな夢」が使用されていたことがあった[注釈 4]。
- CMのナレーターには長い期間、森本レオを起用していた。かつては積水ハウスといえば森本の声がイメージできるほどであった。
- CMは建設業界では珍しく、いち早くハイビジョン撮影を採用している。
- 1999年以降、「住まいの参観日」のイメージキャラクターとしてバーバパパ一家を採用している。1989年 - 1998年までは佃公彦の「ほのぼのファミリー」がイメージキャラクターとして採用されていた。声は茶風林（バーバパパ役）、潘恵子（バーバママ役）、芝原チヤコ（バーバモジャ役）、藤本かをる（バーバピカリ役）松岡洋子（バーバズー役）、くまいもとこ（バーバブラボー役）、篠原あけみ（バーバリブ役）、豊口めぐみ（バーバララ役）、高田由美（バーバベル役）を起用していた。
- 2007年以降、東京ドームにおいて広告表示を行っている。当初は社名の「積水ハウス」のみ表記されていたが、2010年は「200万戸への感謝を結ぶ50年」が「積水ハウス」の左側に追加され、2011年からは「200万戸への～」の部分をロゴマークに差し替え、現在に至っている。

#### CM出演者

##### 現在
- 剛力彩芽（2011年 - ）
- 藤本飛龍（2013年 - ）
- 内藤るな（2013年 - ）
- 永島敏行（2013年 - ）
- 山本美月（2014年 - ）
- 石井杏奈（2014年 - ）
- 川床明日香（2018年11月 - ）
- ハマ・オカモト（2018年11月 - ） - CM内で使用されている楽曲「積水ハウスの歌 ベースバージョン」の演奏も担当

##### 過去
- 森本レオ（ナレーター、1994年 - 2007年）
- 下條アトム（ナレーター）
- 槇大輔（ナレーター）
- 三倉茉奈・佳奈（1996年12月 - 1998年9月、「新春ハウジングフェア」「住まいの参観日」「ジオ・トリステージ」他）
- 染谷将太（2003年）
- 松浦紗知子（2004年）
- 内藤惟人（2004年）
- 多部未華子（2004年 - 、「住まいの参観日」「コンサルティングハウジング」「住まいの夢工場」「グリーンファースト」ほか多数）
- 小林翼（2005年）
- えれな（2006年）
- 西秋愛菜（2006年）
- 泉澤祐希（2006年）
- 田中佳奈（2006年）
- 桑代貴明（2006年 - 2007年）
- 日下部そう（2007年）
- 山田健太（2007年）
- 江口洋介（2007年 - 2008年）
- 二階堂ふみ（2007年 - ）
- 中村優子（2008年）
- 香里奈（2005年 - 2013年、「シャーメゾン」）
- 遠藤憲一（ナレーター）
- 大塚明夫（ナレーター）
- 天海祐希
- 毛利衛（2006年 - 2010年、「5本の樹計画」「アクションプラン20」「SHEQAS」「グリーンファースト」「エバーループ」など）

ほか

#### CMソング
- シャーメゾン（賃貸住宅部門） - スガシカオ「JUNE」・「午後のパレード」・「1/3000ピース」・「コノユビトマレ」・「TOKYO LIFE」）
- 木造住宅シャーウッドや他のCMでは、オリジナルBGMなどを使用

## 提供番組
スポンサークレジットは、原則「積水ハウス」と表示している（「積水ハウス株式会社」のクレジットもある。1989年の現在のロゴへと変更後数年間は「SEKISUI HOUSE」と表示された時期があった。）。

### 現在

#### テレビ
- 情報7daysニュースキャスター（TBS系、隔週前後半入れ替え、60秒。前番組『ブロードキャスター』時代の1992年4月よりTBS土曜夜の大型ニュース枠で提供）[注釈 5]
- 世界一受けたい授業 (2006年4月 - 2024年3月、60秒) →with MUSIC (2024年4月 - 2025年3月、60秒)（日本テレビ系 絨毯の上にカラー表示。）[注釈 6] →1億人の大質問!?笑ってコラえて! (2025年4月 - 30秒)
- チャント!（CBCテレビ）
- なりゆき街道旅（関西テレビのみ、不定期）
- 開運!なんでも鑑定団（火曜20:54 - 21:54、テレビ東京のみ）
- NEWS930α（tvk・木曜）
- 土曜プレミアム（フジテレビ系） [注釈 7]
- ジャンクSPORTS（フジテレビ系） [注釈 8][注釈 9]→千鳥のクセスゴ!（2023年4月 - ）[注釈 10]
- news every.サタデー（土曜17:00 - 17:30、読売テレビのみ・絨毯の上にカラー表示）
- 報道ステーション（テレビ朝日系）（2016年10月から2022年9月までは月曜番組終盤→2022年10月以降は水曜番組終盤）[注釈 11]
- マツコ&有吉 かりそめ天国（同局系金曜20:00 - 20:54）[注釈 12]
- 関ジャム 完全燃SHOW（同局系日曜23:00 - 23:55）[注釈 13]
- ワールドビジネスサテライト（テレビ東京系）[注釈 14]
- 有吉ゼミ（日本テレビ系、[注釈 15]

### 過去の提供番組

#### テレビ

##### 90秒（30秒×3）以上
- セキスイハウス ファミリーアワー ゆかいな音楽会（TBS系 水曜19:30 - 20:00）

##### 60秒
- わくわく動物ランド（TBS系） - 1992年3月まで提供
- ブロードキャスター（TBS系） - 『わくわく動物ランド』から引き継ぎ、1992年4月から番組終了まで提供。後継番組『情報7daysニュースキャスター』でも引き続き提供。
- 日本テレビ系日曜20時枠（1995年10月 - 2005年9月）
  - 超天才・たけしの元気が出るテレビ!!→特命リサーチ200X→特命リサーチ200X-Ⅱ→ワールド☆レコーズ→A
- 金曜エンタテインメント→金曜プレステージ→赤と黒のゲキジョー→金曜プレミアム（フジテレビ系） - 2003年10月から2016年9月まで提供。
- 情報プレゼンター とくダネ!（フジテレビ系） - 2003年10月3日から2018年9月27日まで提供。提供枠は2003年10月3日から2004年3月26日までは金曜 9:35 - 9:48ごろ、2004年4月1日から2018年9月27日までは木曜 8:40 - 9:35ごろ。
- 日曜洋画劇場→日曜エンターテインメント（テレビ朝日系） - 2016年9月まで提供
- 金曜ロードショー→金曜ロードSHOW!（日本テレビ系） - KDDIとアコムから引き継ぎ、2006年4月7日の「東京タワー」から2018年9月28日の「海賊とよばれた男」まで提供（作品内容によっては提供クレジット自粛あり）。現在は大成建設に交代。
- スーパースペシャル（日本テレビ系） - 1999年10月から2002年9月まで20時台のパートで提供
- 女と愛とミステリー→水曜ミステリー9→水曜シアター9（テレビ東京系）
- 土曜ドラマ（日本テレビ系） - 2005年10月 - 2006年3月（「野ブタ。をプロデュース」から「喰いタン」まで）提供。2006年3月18日放送「女王の教室 エピソード2〜悪魔降臨〜」では提供クレジットを自粛[注釈 16]。
- 木曜ミステリー（テレビ朝日系）
- ネプリーグ（フジテレビ系） - 2016年10月から2022年3月ごろまで提供
- 水曜エンタ（テレビ東京系・水曜21:00 - 22:54 隔週前後半入れ替え）（ - 2017年3月）→金曜8時のドラマ（2017年4月 - 2023年3月[注釈 17]）[注釈 18][注釈 19]）
- えなりかずき!そらナビ（CBCテレビ・TBS系 金曜12:55 - 13:55（2009年4月 - 2010年3月）→金曜13:55 - 14:55（2010年4月 - 9月）） - 番組終了後もミニ番組『ごごネタ!雪月花TV』で提供。

##### 30秒
- UP!（メ〜テレ・木・金曜）
- FNN東海テレビスーパーニュース→みんなのニュースONE→ニュースOne（東海テレビ・全曜日(一時期は月 - 水・金曜)→水・金曜）
- ごごネタ!雪月花TV（CBCテレビ発・TBS系 水曜13:50 - 13:55）※2011年4月6日 - 2016年3月30日の終了まで提供。
- みのもんたの朝ズバッ!（TBS系） - 隔日で7時台前半のネットワークセールス枠で提供。
- 伊東家の食卓（日本テレビ系）
- どさんこワイド212（札幌テレビ放送） - 1999年前後に金曜日18:20以降のローカルニュースのスポンサーの1社として参加。
- ドラマ30→ひるドラ（CBCテレビ・毎日放送テレビ交互制作・TBS系） - 隔日で提供
- めざましテレビ（フジテレビ系） - 関東ローカルで毎週月曜・金曜 6:20 - 6:46ごろに提供
- 人志松本の酒のツマミになる話（フジテレビ系）[注釈 20]
- プロ野球ニュース（フジテレビ系） - 1990年代初頭に後半の関東ローカルスポンサーの1社として提供していたことがある。
- 筑紫哲也 NEWS23 → NEWS23（TBS系・毎日放送テレビ） - 長らく、後半の関西ローカルスポンサーの1社として提供していた。

## 社会貢献活動
- 環境省エコチル調査企業・団体サポーター（2011年-）

## 不祥事・事件

### 顧客提訴事件
2006年（平成18年）7月31日、同社に勤務する在日韓国人社員が、人種に基づく差別的発言を受けたとして、同社の顧客に対して300万円の慰謝料と謝罪広告の掲載を求める訴えを大阪地方裁判所に提起した。
なお、同社は事件の訴訟費用を負担し、なお且つこの社員が裁判に出席する時間を勤務時間とみなすなど、この訴訟を全面的に支援する方針であることを表明している。一方、顧客側は同社の欠陥工事（排水の逆勾配工事）を隠蔽した不当請求が事件の原因であると主張している。
2007年4月に裁判所が和解を提案。積水ハウスが提示した和解案を、顧客側は受け入れなかったが、日本人男性が在日韓国人社員に対し、発言で原告の名誉感情を傷付けた事への謝罪と、慰謝料ではなく解決金として30万円を支払うことで8月31日に和解が成立した。

### 営業停止事件
2007年8月27日、国土交通省近畿地方整備局は、マンションの新築工事で義務付けられている監理技術者を置かなかったことなどを理由に、岐阜県・静岡県・愛知県・三重県の東海4県で、積水ハウスに15日間の一部営業停止を命じた。

### 建築中の住宅に対する損害賠償訴訟
2007年9月21日、名古屋地方裁判所は、名古屋市の男性らが自らが発注し積水ハウスが建築していた住宅と車庫に欠陥があるとし、既に払った建築代金と建築途上の建物の撤去を積水ハウスに対して求めた裁判において、請求をほぼ認容し、既払金400万円と建築途中の建物の撤去を命じる判決を下した。

### 構造計算書の偽造
2007年10月15日、国土交通省は横浜市の調査などによって、積水ハウスが計画した分譲マンションの構造計算書の偽造が発覚したと発表。その後の調査により、構造設計を下請けしていた設計事務所の建築士によって偽造されていたことが分かった。

### 建築確認を受けずにアパート建設
同社が広島市安佐南区に建築を開始したアパートについて、建築確認を受けずに虚偽の確認番号を表示していたことが、7月に判明した（2008年9月6日の各新聞報道にて）。広島市は同社に工事中止命令を出し、同社は建築途中の問題の建物を撤去、改めて建築をやり直すことになった。

### 雇用問題を巡り派遣社員が提訴
同社の『大阪南カスタマーセンター』で2004年から勤務してきた派遣労働者の30歳代の女性が、2008年8月末に「12月に再雇用する」と上司から告げられ退職したものの、同年10月に「3年間勤務した派遣社員の再雇用は問題がある」などと告げられ、再雇用しないことを通告された。これに対してこの女性は、2009年3月9日に、同社と人材派遣会社のリクルートスタッフィングの2社を相手取り、雇用契約の確認や慰謝料100万円の支払いを求め、大阪地裁に提訴した。

### 法人税の申告漏れ
同社が、大阪国税局の税務調査により、2005年1月期～2009年1月期までの4年間に亘り約4億円の申告漏れを指摘されていたことが、2010年3月に判明した。追徴税額は約1億3000万円。

### 違法な電気工事
同社からの2011年10月22日付けの報告により、電気工事業法の規定に違反して、電気工事業の届出を行っていない同社の社員が電気工事を行ったこと及び電気工事士法第3条の規定に反して、電気工事を行った社員の一部は電気工事士の資格を有していなかったことが明らかとなり、平成23年10月28日付けで、経済産業省原子力安全・保安院から厳重注意の処分を受けた。

### 受動喫煙訴訟
同社の滋賀県の工場に勤務していた女性社員が、男性社員の多くが工場内の喫煙室を利用せず、女性社員の勤務するミシン室で喫煙をし続けていたことで、受動喫煙状態となり、2009年7月に、煙草の煙に起因する化学物質過敏症（シックハウス症候群）と診断された。女性社員は上司に掛け合ったが応じてもらえず、2011年12月に同社を相手取り、慰謝料などを求める訴えを大阪地方裁判所に起こした。一審の大阪地裁は原告の訴えを退けたが、二審の大阪高等裁判所で2016年5月31日付で、積水ハウス側が原告に対し解決金約350万円を支払う内容で和解が成立した。

### 地面師による詐欺被害

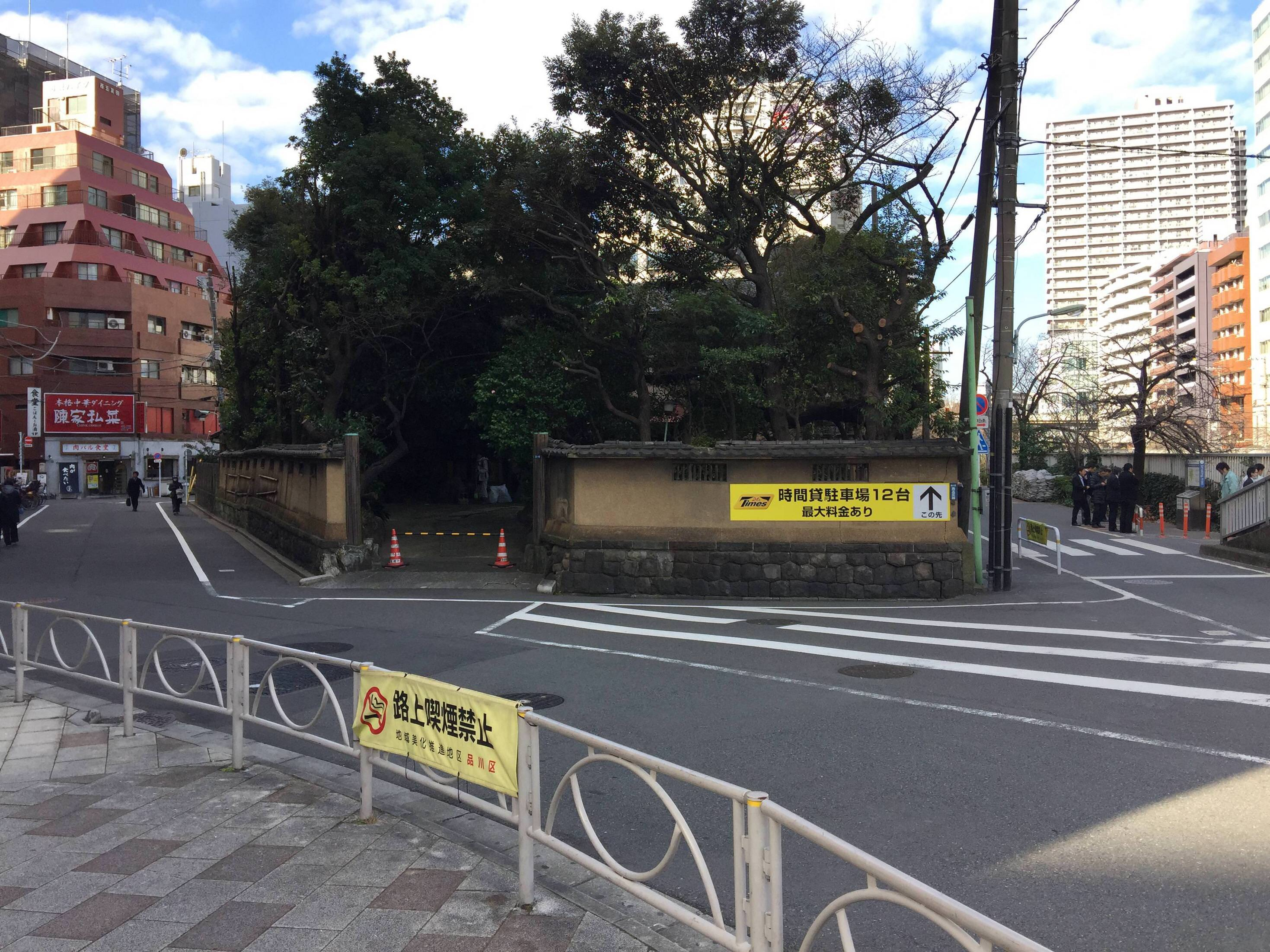
事件の舞台となった西五反田の海喜館

2017年4月24日、東京都品川区の五反田駅から徒歩3分の立地にある旅館「海喜館」の所有者Eを名乗る女と、約600坪の旅館敷地を70億円で購入する売買契約を締結。6月1日に売買の窓口となった「IKUTA HOLDINGS株式会社」（千代田区永田町）に所有権移転の仮登記、さらに同日、積水ハウスに移転請求権の仮登記がなされ、同日、売買代金のうち63億円を支払い、直ちに所有権移転登記を申請した。
しかし6月9日に、法務局より所有者側の書類が真正ではないとして不動産登記申請が却下され、6月24日には相続を原因として所有者Eの実弟である2人の男性に所有権移転の登記がなされた。主犯格の男「池袋のK」と呼ばれる、所有者Eになりすました女を中心とした、地面師グループにより騙し取られたことが発覚した。
9月15日、積水ハウスは警視庁に告訴状を提出した。なお、IKUTA社の本社所在地は登記上、元衆議院議員の小林興起の事務所となっているが、事務所側は「登記上、事務所にしていただけ」としている。
相続登記後「池袋のK」らとは連絡が取れなくなり、63億円のうち女からの預かり金7.5億円を相殺したが、残りは回収不能と見込まれることから55.5億円の特別損失を計上。事件の責任を取る形で、会長の和田勇と社長の阿部俊則（いずれも当時）は2か月間、減俸20%、ほかの取締役は減俸10%とする処分を発表。後に和田の会長職が解任され、後任として就任した阿部と株主総会で対立するなど、お家騒動の一因にもなった。
2018年10月16日、警視庁捜査二課は電磁的公正証書原本不実記録未遂と偽造有印私文書行使の容疑で「地面師」グループの2人を逮捕。他のメンバーも今後逮捕する方針であると発表している。
土地の本物の所有者は2017年5月にこの情報を知り、積水ハウスに偽造である旨を指摘する内容証明郵便を複数回送付していたにもかかわらず、取引妨害とみなして調査することなく無視していたこと、偽造パスポートで本人確認をしただけだったことといったずさんな対応が明らかになっている。
なお、この地面師グループは2014年9月杉並区の約400平方メートルの土地について所有者の男性に成り済まし東京法務局に偽造した委任状などを提出し、虚偽の所有権移転登記をしようとした疑いで2019年6月に逮捕。また、2015年に港区新橋の土地約160平方メートルを無断売却しようとした疑いで2020年3月25日に逮捕。さらに2016年12月渋谷区西原の宅地約250平方メートルについて所有者に成り済まし、偽造した書類を使って移転登記した疑いで2020年2月12日に逮捕されている。
事件の舞台となった「海喜館」跡地は後に旭化成系列の旭化成不動産レジデンスが正式に取得。東京新聞の取材に対し、同社は2020年3月から建物などの解体工事を行い、一旦更地にした上でマンションなどの建設を予定していると回答した。

### 引き渡し前の国立市のマンション解体
2024年6月、東京都国立市に建設中で同年7月に引き渡しを予定していたマンション「グランドメゾン国立富士見通り」について、積水ハウスは同年6月4日に国立市に対して事業の廃止届を提出し、同マンションを解体することが報じられた。これを巡っては現場近くの富士見通りから眺めることが可能だった富士山がマンション建設により、半分見えなくなり、「景観が悪化した」などとして、周辺住民から批判の声が出ていた。積水ハウスは「マンションの構造に問題はなく、法令違反もないが、景観など周辺環境への影響の検討が不十分だった」とコメントしている。
2024年9月、積水ハウスは該当マンション解体費用として、約10億円の営業外費用を計上したことを令和6年7月中間連結決算にて明らかにした。